# 舞-乙HiME (漫画)
『舞-乙HiME』（マイオトメ）は、シナリオ：吉野弘幸、樋口達人・作画：佐藤健悦による日本の漫画。サンライズが中心となって展開している、舞-HiMEプロジェクトによって制作された『舞-乙HiME』のコミック作品で、『週刊少年チャンピオン』（秋田書店）にて、2005年8月から2006年6月まで連載。コミックスは全5巻。2006年秋から漫画版の続編『舞-乙HiME嵐』を連載すると予告され、2007年18号（3月29日発売）より短期連載となった。
冒頭で本物の真白姫が殺され、影武者としてガルデローベに呼ばれた少年「マシロくん」が主人公となるという、前作以上にアニメ版とかけ離れた設定（この点は前作『舞-HiME』の谷口悟朗クリエイティブプロデューサーの意向を受け継いでいる）で物語が始まる。アニメ版に多くあった悲劇的な要素がほぼ払拭されているのも特徴で（例えばアリカとニナは同じ男性（マシロくん）を好きになるが、特に深刻な確執は起こらない。
『チャンピオンRED』（秋田書店）2006年3月号には外伝作である読み切り『舞-乙HiME super H』が掲載され、2006年8月号の小冊子付録には入浴シーンなどを増補した「完全版」が収録された。また『チャンピオンRED いちご』（同社）VOL.1の別冊付録「舞-乙HiME Zweiコミックブック」に『舞-乙HiME super H』の続編『舞-乙HiME super H2』が掲載されたが、『super H』、『super H2』にストーリー的な繋がりはない。両作品とも、『舞-乙HiME嵐』単行本に収録されている。

## あらすじ

### 舞-乙HiME
ある日の夜、ヴィントブルーム王国の風華宮にて、一人の少女が殺された。少女の名はマシロ・ブラン・ド・ヴィントブルーム（以下、真白姫）。ヴィントブルーム王国の次期女王である。彼女が死んだことが公の下に晒されることは国家として致命的なダメージになることは明白であった。そこで政府は、死んだ真白姫と瓜二つの容姿を持つという理由で王国からの支援を受けていた一人の少年を呼ぶことにした。王国の政治を取り仕切る宰相のセルゲイ・オーギュスト大佐は少年に「真白姫になりオトメ養成学校ガルデローベ学園に入学しろ」と強制する。
真白姫に成り代わった少年（以下、マシロ）は母親がオトメだったらしく、形見として「蒼天の青玉」をいつも大事に持っていた。マシロをガルデローベ学園に案内するために遣わされた二人のコーラルオトメ、アリカ・ユメミヤとニナ・ウォン。彼女たちとマシロが出会ったことから物語は始まる。

### 舞-乙HiME嵐
世界の危機が去ってから 3ヶ月後、ヴィントの国王であるはずのマシロは使用人のようにこき使われ、ガルデローベの職員と生徒は何故か水商売を始めていた。借金の返済を合言葉に日々労働に勤しむガルデローベの関係者が何故こうなったのか…。
事の始まりは世界の危機が去り、学園の修繕費用の捻出のためエアル各国家への援助を要請していたナツキらの前に現れたアルタイ公国次期国王のアラシの存在であった。彼は学園のありとあらゆるものを片っ端から借金の形に差し押さえ物件とする。新祖レナも例外ではなく、差し押さえ物件とされた直後にマテリアライズが不可能に。
亡き兄ナギの意志を継ぎアラシはマシロとの婚姻のため、花嫁修業と称したアラシのお部屋係を強制される。一方ヴィント市警は最近頻発する宝石強盗の捜査で忙しくアラシが用意した書類に偽りはないとの見解を示す。エルスがアラシの怒りに触れ学園側最初の被害者となった事に危機感を隠せない面々（面白がっているシズルを除く）は学園とマシロ奪回のためにナツキが提案した「オトメの花道作戦」を実行に移し、物語は始まる。

## 登場人物
登場人物については舞-乙HiME (漫画)の登場人物を参照。

## 専門用語
（以下は漫画独自設定とそれに関する項目のみです。残りはアニメ版を参照）

### 乙HiME（オトメ）

#### ガルデローベ学園
ヴィントブルーム王国内ビューネ自治区に存在する乙HiME（オトメ）を養成する事が出来る世界でただ一つの専門学校。その割りにシホの催眠術悪用や、アリカがパトロン不在のためにアルバイト漬けであることを把握していなかったりと、管理体制には大きな不備がある。
受験資格
14歳から16歳までの女子。
教育期間
2年（全寮制）。コーラルクラス（予科生）50名とパールクラス（本科生）25名。
入学基準
基礎能力・容姿・可能性。
進級条件
オトメハート5つ以上の者。
退学条件
中間考査終了までにオトメハート3つ未満の者。

#### 乙HiME（オトメ）に関するもの
真祖（しんそ）
ガルデローベの霊廟に眠る真祖は全ての乙HiME（乙式高次物質化能力）システムを司っており、真祖システムからロストすると契約方法にかかわらず全ての乙HiME能力が無効化されてしまう。オトメか、オトメになった事がある者が真祖になる条件で、真祖になった者の像が霊廟の天辺に建つ（その際に認証等用の「ミニ人形」も真祖になった者の姿になる）。
また、緊急時には真祖像に隠されていたシステムを起動することで機動モードに変更、巨大ロボのごとく行動できる。
真祖フミ・ヒメノ
全てのオトメの始まりと言われている伝説的人物。ガルデローベ大真祖像の足元にある霊廟にオトメちっくポイント採点機とともに安置されており、生徒の行動の採点や舞闘の審判、出来の悪い生徒へのおしおき等を行っていた。ただし、その採点基準は公正なものとは言い難く、功を過小評価し、罪を過大評価している感がある。
真白姫の命令により、真祖システムからいなくなる。
「新」祖レナ・セイヤーズ
フミ・ヒメノがいなくなった後、新たな真祖となる。それによりオトメ達に力が戻る。

美力（みりょく）
乙HiMEにのみ備わるとされる力。この力を高めてさまざまな必殺技を放つことができるようになる。
蒼天の青玉（そうてんのせいぎょく）
物語の核の一つであるGEM。なお「青玉」とはサファイアの漢名。
レナ・セイヤーズのGEM。誰にも見せず大事に持っている様に言われた（セルゲイもマシロが所有していたことは当初知らなかった） 。現在の所有者はマシロ。世間では伝説のロストGEMとして、ガルデローベのオトメ全員が狙っているという。イヤリングのGEMを変えなくてもマスターが認証すれば、そのままマイスターローブをまとう事ができる。一時期はアリカとニナの二人と契約してしまったが、マシロとアリカの正式契約により指輪はマシロ、イヤリングはアリカ専用となった。本体が出てくる時に変形しリング状になる。
マイスターローブの色は通常では青であるが、真の力を解放することで赤に変わる（現在、バージョンは、ローブ、エレメントともに4つ）。
真白なる金剛石（ましろなるこんごうせき）／漆黒の金剛石（しっこくのこんごうせき）
物語の核の一つであるGEM。なお「金剛石」とはダイヤモンドの漢名。
かつて媛星が二つに裂かれ破壊されたときにそれぞれの媛星の破片から発生したGEM（そのため両者は別のGEM）。この二つのGEMを合わせることにより、世界を作り出す力が与えられるとされている。真白なる金剛石（マシロの夢に出てきた人物が舞衣の欠片と言っていた）は風華宮に存在しており、漆黒の金剛石はセルゲイが所持していた。

### スレイブに関するもの
スレイブ
シュヴァルツが操る巨大怪獣型の遠隔操作兵器。不完全なテクノロジーで作り出したスレイブGEMによって生成される高次物質化兵器。
- 「ジェットン」（量産型スレイブ。アニメ版のスレイブAに似ている）
- 革命遂行型スレイブ「ロベスピエール」（驚異的な修復能力がある。名前はフランス革命時の恐怖政治家マクシミリアン・ロベスピエールから）
- 特殊雷撃用スレイブ「フランクリン」（名前は凧に雷を落とす実験をし、アメリカ独立革命に参加した科学者ベンジャミン・フランクリンから）
- 装着型スレイブ「愕天王」（ミドリ専用で装着可能。鋼の眷属）
- 強攻装着型スレイブ「愕天神」（ミドリが「愕天王」を装着した姿）
- 女体拘束型スレイブ「ドンファン」（名前はスペインの伝説のプレイボーイドン・ファンから）
- 「ミ6（巳六）」（非戦闘時の外装は猫っぽいが、戦闘時には名札が「ミ6」から「巳六」に切り替わり、凶悪な禍々しい姿へと変貌する。ビーム状の剣を武器とする）

REM
"R"einforceing "E"nigmatic "M"atrix
シュヴァルツが企てによりオトメのGEMを解析しその能力を我が物しようとする動きがあり、その成果の一つ。装着型スレイブの運用を前提としており、装着者によってはマイスターオトメ以上の能力を発揮する事ができるが、まだ、耐久性、安定性、高次物質化能力に関してはスレイブ用GEMに頼らなければならない、REM自体が数分しか持たない等数々の問題点を抱えており未だ完成には至っていない。ミドリ専用。一部の完全義体化したメンバーについては自身の体をREMの代用とすることができる（現時点ではガルが行えることを確認）。
なお、乙HiME能力者がこれを使うと一時的に体内のナノマシンが活性化し、REMの制限時間内は真祖不在時や認証なしでもローブを展開することができる。
黒科学〈漫画版のみの設定・用語〉
惑星エアルでは星間移民時代の超高度テクノロジーは存在そのものがタブーとされ、「黒科学」と呼ばれて封印されている。具体的にはサイボーグ技術や高次物質化技術等が挙げられるが、封印された理由は全くの不明の上に新兵器の開発等は特に問題なく進められている（自律型ロボット兵器も存在する）上に、エアリーズ共和国などは地球時代の遺跡を発掘・解析して高度電子機器等の製造・輸出を盛んに行っているので、どうも判断が難しい概念ではある。
完全義体（パーフェクトサイボーグ）
封印された禁断の技術「黒科学」を信奉するシュヴァルツの発掘技術の中には機械化有機体（サイボーグ）技術も含まれており、シュヴァルツにとって肉体を機械化する事は「革命に身を捧げ科学の申し子となった証」として尊ばれている。中でもシュヴァルツの幹部級メンバーは脳や脊髄等の中枢神経系など、一部の代替不能な臓器以外の全身を機械化した完全義体化を行っている者が多く、その戦闘力はマイスターオトメに匹敵する。
黒科学と同じく、アニメ版にはこの言葉は登場しない。シュヴァルツとアスワドについてはアニメ版と漫画版とで設定が異なるため、アスワドのメンバーはサイボーグと言うことになっている。アニメ版のサイボーグはアスワドに300年前から蔓延っている病に侵された者が機械の身体に移植する治療を行った者のことを言う。

### その他
MAID（メイド）
"M"ulti-purpose "A"ssistant-type "I"ndependent "D"roid
エアリーズ共和国の技術力の粋を集めて完成させた次期主力兵器候補。 エアリーズ共和国で発掘された地球時代の遺産・アンドロイド「ミユ」をプロトタイプとし、アリッサ・クルーガーにより開発された量産型MAID・アイアンメイデンシリーズの製造が始まっている。 標準装備である戦闘用武装“ミスリルドレス”はそのデザイン、機能面から、オトメローブの原型となったものではないかと目されている。戦闘能力においては、マイスターオトメとも互角に渡り合えると言われている。
17歳
地球時代の遺跡から発掘された音声ディスクに残されていた楽曲。シュヴァルツは組織のテーマソングとして崇め、首領であるミドリはこれを歌いながら登場した。舞-HiMEプロジェクト漫画版におけるミドリと名の付く主要キャラの初登場の回に欠かせない楽曲である。歌い手は南沙織、後に森高千里がカバーする。
ロイヤル・ハウンド
セルゲイ・オーギュストによって結成されたヴィントブルーム王国軍王宮直属第13独立機動部隊。構成員は全員、電磁障壁（リニアシールド）等、黒科学のテクノロジーを結集させた強化スーツを身にまとっている。その為、単独でもコーラルオトメやパールオトメとなら対等以上に渡り合える。
HiME
詳しくは『舞-HiMEの登場人物』参照。ただし、HiMEの痣は上下逆になっており、また各人がHiMEの紋章を上下逆にした形のアクセサリーを身につけている。また、性格は前作とは全く逆の性格（裏属性）をしている者が多い。
チャイルド
詳しくは『舞-HiMEの登場人物』参照。ただし、全て黒化している。なお、召喚には「大切な人」「鍵」「触媒」等の要素は不要。
黒曜重工
『嵐』で名前のみ登場。黒科学関する会社である模様。コスモビューティーズが使用していたスレイブに記載されていた。彼女達が使用していた装備はここから発注したものらしいが詳細は不明。

## 舞台設定

### 歴史
炎の七日間（ほのおのなのかかん）
伝説の魔神「HiME」によって惑星エアルの世界全体を焼き尽くされたと言われる伝説。

### 文化
乙HiME GRAPH（オトメグラフ）
オトメ専門雑誌。略称「オトグラ」。漫画版では亜綺多書店刊行となっている。
亜綺多書店（あきたしょてん）
その名の通り秋田書店のパロディ。
乙女御殿（おとめごてん）
ガルデローベ学園直営であり唯一のオトメ関連の公式グッズを取り扱っているファンショップ。ヴィント市に1店だけ存在する。最近、売り上げ上昇のために超低確率だが公式プロマイドに学園見学ツアーのチケットを混入した事で売り上げが大幅に上がっている。
フミ様が見てる
漫画版における『マリア様がみてる』のパロディ作品。冒頭である程度のスペースを割いて掲載されている。主にオトメの在り方を描写している。
主な登場キャラクターは主に主人公、主人公の姉であるトリアス№1の白百合、黒百合の三人。白百合の容貌の描写から、白百合はモニカ・ユーレン。したがって主人公及び著者はマリア・グレイスバードと推測される。
エアルの歩き方
亜綺多書店刊行の旅行雑誌。ヴィントブルームのスラム問題まで掲載している。
リンデンバウム
アリカがバイトの一つとして働いていたレストラン。カズヤがアリカとの待ち合わせ場所に指定した所でもある。元ネタは舞-HiMEのファミリーレストラン「リンデンバウム」。

## 登場乙HiME（オトメ）、シュヴァルツ、HiME早見表

### コーラルオトメ（Coral乙HiME）
| コーラルオトメ     | GEM                                                   | エレメント                | マスター                                                                  | 美力 |
| ------------------ | ----------------------------------------------------- | ------------------------- | ------------------------------------------------------------------------- | --- |
| アリカ・ユメミヤ   | コーラルGEM マシロの蒼天の青玉 ミドリのREM            | ロッド ブルースカイスピア | マシロ（契約→正式契約）                                                   | 真☆アリカヘッドアタック アリカヘッドアタックZwei 蒼色彗星乱舞（スーパー・ブルーコメッツ） 無限蒼色彗星乱舞（インフィニット・スーパーブルーコメッツ） 蒼色超隕石打撃（スーパー・メテオ・ストライク） 純真紅の血十字（クリムゾン・ブラッドクロス） トリニティ・ラヴァーズ・ストライク（※5） 永久三角関係包囲網(エンドレスラブトライアングル)（※6）                                                          |
| ニナ・ウォン       | コーラルGEM マシロの蒼天の青玉 ナギ大公の黒焔の金緑石 | ロッド→三節棍 サイ（※1）  | マシロ（仮契約→契約→正式契約）                                            | 超傷心蹴撃（ハートブレイクストライク） 究極傷心掌破（アルティメット・ハートブレイク） 永久忠誠剣舞（エターナル・ロイヤリティ・ソード） トリニティ・ラヴァーズ・ストライク（※5）） 永久三角関係包囲網(エンドレスラブトライアングル)（※6） |
| エルスティン・ホー | コーラルGEM 綵雲の薔薇輝石                            | ロッド チャクラム（※2）   | シホ・ユイット（仮契約） マシロ（仮契約→正式契約予定） 新祖レナ（仮契約） | スーパーバストインパクト ファイナルバストインパクト ウルトラバストインパクト（※3） ウルトラバストインパクト生（フレッシュ）（※4） バストインパクトフォーエバー バストインパクトリターンズ エレファントスレイヤー スーパーバストディフェンサー ファイナルバストディフェンサー ファイナルバストリフレクター トリニティ・ラヴァーズ・ストライク（※5） 永久三角関係包囲網(エンドレスラブトライアングル)（※6） |

コーラルオトメのエレメントは、全員共通で伸縮自在のロッド。
※1:二本合体時に中央が開き、刃が出る
※2:攻撃系美力発動時に両側から花弁状の刃が出る?
※3:連続発動することで、セカンドインパクト、サードインパクト、フォース…と名前が変わる。
※4:その名の通り生乳
※5:アリカ・ニナ・エルス・マシロの4人で発動（マシロくんが起点）。
※6:アリカ・ニナ・エルスの合体技。エルスに二人の技(純真紅の血十字、永久忠誠剣舞)を反射させる事で発動させる。

### パールオトメ（Pearl乙HiME）
| パールオトメ               | GEM       | エレメント       | マスター                     | 美力                                                      |
| -------------------------- | --------- | ---------------- | ---------------------------- | --------------------------------------------------------- |
| アカネ・ソワール           | パールGEM | 二門式トンファー | ご真祖様のミニ人形（仮契約） | 殉恋哀歌旋風棍（エンド・オブ・ラブハリケーン）            |
| チエ・ハラード             | パールGEM | 薔薇             | なし                         | 黒薔薇乱舞                                                |
| シホ・ユイット             | パールGEM | ドリル人形（※1） | なし                         | ぐるぐる催眠（ヒュプノ・スクリュー） うずまきバニッシャー |
| ジュリエット・ナオ・チャン | パールGEM | 爪               | なし                         | ?                                                         |

※1:外観はアニメ版のトラウマキ人形の頭部がドリル状になったもの。

### マイスターオトメ（舞☆乙HiME）
| マイスターオトメ                    | GEM                              | エレメント           | マスター                           | 美力                                                |
| ----------------------------------- | -------------------------------- | -------------------- | ---------------------------------- | --------------------------------------------------- |
| ナツキ・クルーガー                  | 氷雪の銀水晶                     | ブラスターカノン     | ご真祖様（五柱）→ 新祖レナ（五柱） | ロードシルバーカートリッジ                          |
| シズル・ヴィオーラ                  | 嬌嫣の紫水晶                     | 斬々候               | ご真祖様（五柱）→ 新祖レナ（五柱） | ?                                                   |
| マリア・グレイスバート              | 久遠の碧玉                       | 教鞭                 | ご真祖様（教諭）→ 新祖レナ（教諭） | ?                                                   |
| ユカリコ・シュタインベルグ          | 幻惑の瑠璃                       | 洋弓                 | ご真祖様（教諭）→ 新祖レナ（教諭） | ?                                                   |
| レイラ・マリポーサ                  | 麗竜の天藍石                     | ラケットフレーム     | ジン                               | 狙撃弾「∀」（サービスターンエース）                 |
| アキラ・オクザキ                    | 玄内の橄欖石                     | クナイ               | タクミ十三世                       | 必殺！くノ一忍包丁                                  |
| 掃討駆逐オトメ部隊 「スケール」     | ?                                | 定規 三角定規 分度器 | スケール公                         | ?                                                   |
| レナ・セイヤーズ （レナ・ユメミヤ） | 蒼天の青玉                       | ブルースカイスピア   | ヴィントブルーム前国王             | ?                                                   |
| フミ・ヒメノ                        | 漆黒の金剛石（マスターストーン） | 鎌                   | 真白姫→ セルゲイ・オーギュスト     | 絶対致死円舞曲（アブソルート・ラスト・ワルツ）      |
| チハル・シノーメ（※1）              | 鋭顕の月長石                     | ?                    | ?                                  | スーパーバストインパクト ファイナルバストインパクト |
| ユリコ・A・メミヤ（※2）             | 七架の燐灰石                     | ?                    | ?                                  | 究極傷心掌破（アルティメット・ハートブレイク）      |

※1:『エイケン』のパロディ
※2:『ななか6/17』のパロディ

### MAID
| MAID                                   | 装備           | 武器                                       |
| -------------------------------------- | -------------- | ------------------------------------------ |
| アイアンメイデンシリーズ タイプ00-ミユ | ミスリルドレス | ブレード／ドリル／ガトリング／小型ミサイル |

### シュヴァルツ
| シュヴァルツ       | 武器       | スレイブ                                                            | その他                                  |
| ------------------ | ---------- | ------------------------------------------------------------------- | --------------------------------------- |
| ミドリ             | ハルバード | 装着型スレイブ「愕天王」（犀） ←→強攻装着型スレイブ「愕天神」（鎧） | REM 17歳 ミドリ・ウルトラ・ダイナミック |
| ラド               | 槍         | ?                                                                   | 完全義体 アリカの義父                   |
| ルーメン           | 鞭×2       | 革命遂行型スレイブ「ロベスピエール」                                | 完全義体                                |
| ガル               | チャクラム | ?                                                                   | 完全義体                                |
| ダイン             | ハンマー   | ?                                                                   | 完全義体                                |
| ミコト             | 爪、剣     | 「ミ6」（猫）←→「巳六」（鬼）                                       | 猫型工作員→真白姫の戦闘員→HiME          |
| カズヤ・クラウゼク | なし       | 女体拘束型スレイブ「ドンファン」                                    | 一般構成員                              |
| シュヴァルツ構成員 | なし       | 「ジェットン」 特殊雷撃用スレイブ「フランクリン」                   | 一般構成員                              |

### HiME
| HiME               | エレメント       | チャイルド                                         |
| ------------------ | ---------------- | -------------------------------------------------- |
| MAI（舞衣）        | 宝輪             | （黒）カグツチ                                     |
| NATSUKI（なつき）  | 二挺拳銃         | （黒）デュラン←→デュラン・スプラッシュスター（上） |
| HARUKA（遥）       | ハンマー         | （黒）光黙天                                       |
| YUKINO（雪之）     | 鏡               | （黒）ミロワール                                   |
| AKANE（あかね）    | 二門式トンファー | （黒）ハリー                                       |
| SHIHO（詩帆）      | ?                | （黒）（蛸）                                       |
| NAO（奈緒）        | 爪               | （黒）ジュリア←→デュラン・スプラッシュスター（下） |
| YUKARIKO（紫子）   | ?                | （黒）聖ヴラス                                     |
| AKIRA（晶）        | 巨大手裏剣       | ?                                                  |
| MIDORI（碧）       | ハルバード       | （黒）愕天王←→（黒）愕天大王MK‐II                  |
| ARISSA（アリッサ） | ?                | （黒）アイザック                                   |

### コスモビューティーズ
| コスモビューティーズ   | 武器 | ？？？                     | 備考                 |
| ---------------------- | ---- | -------------------------- | -------------------- |
| マリー・アントワネット | 鞭   | クイーンローズ             | コスモビューティーズ |
| 楊貴妃                 | 爪   | 猫球（マオキウ）改（黒猫） | コスモビューティーズ |

### 詳細不明
| 名前   | GEM            | エレメント | 美力                                     |
| ------ | -------------- | ---------- | ---------------------------------------- |
| マシロ | 真白なる金剛石 | 長剣       | トリニティ・ラヴァーズ・ストライク（※1） |

※1:アリカ・ニナ・エルス・マシロの4人で発動（マシロが起点）。

## アニメと漫画の設定相違について
詳細についてはアニメ版の同項目を参照。